# Erasanthe
Erasanthe é um gênero botânico de plantas epífitas pertencente à família das orquídeas (Orchidaceae), proposto em 2007 para abrigar uma única espécie endêmica de Madagascar, antes classificada no gênero Aeranthes, a Erasanthe henrici.  

## Etimologia
O nome é um anagrama de Aeranthes.

## Publicação e sinônimos
- Erasanthe P.J.Cribb, Hermans & D.L.Roberts, Adansonia, III, 29: 28 (2007).

Espécie-tipo:
- Aeranthes henrici Schltr., Repert. Spec. Nov. Regni Veg. Beih. 33: 278 (1925), hoje Erasanthe henrici (Schltr.) P.J.Cribb, Hermans & D.L.Roberts (2007).

## Distribuição
Existe apenas em Madagascar, onde vive de forma epífita nas florestas perenes úmidas dos planaltos entre 500 e 1.000 metros de altitude. Floresce em março ou abril.

## Histórico
Gênero proposto em 2007, por Phillip J. Cribb, Johan Hermans e David L. Roberts, depois que estudos de genética molecular comprovaram que a espécie Aeranthes henrici não era proximamente relacionada às outras espécies classificadas no gênero Aeranthes.

## Filogenia
Análise publicada por Micheneau, compreendendo espécies de Beclardia, Cryptopus e Oeonia, demonstra que Erasanthe é irmã destas espécies e não proximamente relacionada a Aeranthes, como antes pensava-se.

## Espécies
Existe apenas uma cujo nome é uma homenagem ao botânico Francês Henri Perrier de la Bâthie:
- Erasanthe henrici (Schltr.) P.J.Cribb, Hermans & D.L.Roberts, Adansonia, III, 29: 28 (2007).

Sinônimos:
- Aeranthes henrici Schltr., Repert. Spec. Nov. Regni Veg. Beih. 33: 278 (1925).

Desta existem duas subspécies, baseadas no tamanho das flores, distribuição e época de floração:
- Erasanthe henrici subsp. henrici:

Existe nos planaltos do leste, norte e noroeste de Madagascar, entre 750 e 1.000 de altitude e floresce em abril.
- Erasanthe henrici subsp. isaloensis P.J.Cribb, Hermans & D.L.Roberts (2007):

Tem flores bem menores com brácteas florais triangulares agudas.
Existe nos planaltos do leste, norte e noroeste de Madagascar, entre 500 e 1000 de altitude e floresce em março.

## Descrição
Caracteriza-se por suas grossas raízes ramificadas; alongados caules cobertos por folhas dísticas, coriáceas e lineares; flores grandes verde claras, amareladas ou brancas; flores com cada polínea presa a seu próprio viscídio. Distingue-se facilmente das Aeranthes por suas espessas raízes e inflorescências, pelas folhas de margens onduladas, e pelas diversas flores grandes e simultâneas, todas estas características ausentes em Aeranthes.